# 1935 في تركيا
فيما يلي قوائم الأحداث التي وقعت خلال عام 1935 في تركيا.

## سياسة

### تعيين في المنصب
- 1 مارس – محمد شاكر كسابير عضو في البرلمان التركي.
- 6 سبتمبر – حسن تحسين أوزير عضو في البرلمان التركي.

## مواليد

### يناير
- 1 يناير – مولود حسين مولود فقيه صوفي عراقي الجنسية تركي الأصل.

### يوليو
- 5 يوليو – موريس فرحي مؤلف تركي.

### أغسطس
- 21 أغسطس – عدنان شانسيس مغني وممثل تركي.

### ديسمبر
- 13 ديسمبر – توركان صيلان طبيبة تركية.

## وفيات

### يناير
- 1 يناير – جلال ساهر (مواليد 1883) سياسي تركي.

### مارس
- 15 مارس – محمود مختار باشا (مواليد 1867)

### أبريل
- 6 أبريل – شاهزاده عمر حلمي (مواليد 1886) سلطان عثماني.

### أغسطس
- 30 أغسطس – محمد عبد الكريم أفندي (مواليد 1906) حفيد السلطان عبد الحميد.

### أكتوبر
- 22 أكتوبر – كوميتاس (مواليد 1869) ملحن أرمني.